# Wovenwar
Wovenwar – amerykański zespół wykonujący szeroko pojętą muzykę heavymetalową. Powstał w 2013 roku z inicjatywy byłych członków zespołu As I Lay Dying gitarzystów Phila Sgrosso i Nick Hipa, basisty Josha Gilberta oraz perkusisty Jordana Mancino, pozostającego w składzie tegoż zespołu. Muzycy do współpracy zaprosili wokalistę Shane'a Blay'a członka formacji Oh, Sleeper.  
Debiutancki album formacji zatytułowany Wovenwar  ukazał się 4 sierpnia 2014 roku nakładem wytwórni muzycznej Metal Blade Records. Album dotarł do 36. miejsca listy Billboard 200 w Stanach Zjednoczonych sprzedając się w nakładzie 7 tys. egzemplarzy w przeciągu tygodnia od dnia premiery. W ramach promocji do pochodzącego z płyty utworu "All Rise" został zrealizowany teledysk, który wyreżyserował Scott Hansen.

## Dyskografia
| Wovenwar                                | - Data: 4 sierpnia 2014 - Wydawca: Metal Blade Records      | 36 | 3  | 13 | 3 | 68 | 41 | - USA: 9 tys.+ |
| Honor Is Dead                           | - Data: 21 października 2016 - Wydawca: Metal Blade Records | 63 | 15 | 27 | 7 | –  | 79 | - USA: 3 tys.+ |
| „–” oznacza, że album nie był notowany. |                                                             |    |    |    |   |    |    |                |

## Teledyski
| Tytuł             | Rok  | Reżyseria    | Album         | Źródło |
| ----------------- | ---- | ------------ | ------------- | ------ |
| "All Rise"        | 2014 | Scott Hansen | Wovenwar      | [ 5 ]  |
| "Death to Rights" | 2015 | Josh Knoff   | Wovenwar      | [ 12 ] |
| "Censorship"      | 2016 | Nick Hipa    | Honor Is Dead | [ 13 ] |